# Polycarpie
La polycarpie est le fait pour une plante de fleurir et de fructifier à plusieurs reprises au cours de sa vie.

## Définition
Selon le site botanique.org, le terme « polycarpique » désigne « une plante pouvant avoir plusieurs floraisons successives » ou « une plante dont le gynécée est constitué de carpelles séparés ».
Le terme vient en opposition avec la monocarpie. 
Mais on peut utiliser d'autres termes pour cette qualification, par exemple Pleonanthique (qui fleurit régulièrement) et Hapaxanthique (qui fleurit une fois puis meurt)